# Grimscote
Grimscote är en by i Northamptonshire i England. Byn är belägen 11 km 
från Daventry. Orten har 90 invånare (2009).